# Bruno Balke
Albert H. L. Bruno Balke (* 6. September 1907 in Braunschweig; † 7. Juni 1999 in Grand Junction (Colorado)) war ein amerikanischer Physiologe deutscher Herkunft.

## Leben
Balke absolvierte nach dem Abschluss seiner Schullaufbahn zunächst eine Ausbildung zum Turn- und Sportlehrer an der Deutschen Hochschule für Leibesübungen in Berlin. Danach studierte er Medizin an der Universität Berlin und erhielt seine Approbation 1936. Anschließend war Balke bis 1942 bei der sportmedizinischen Abteilung der Universität Berlin tätig. Nach seiner Assistenzzeit promovierte er im Jahr 1937 zum Dr. med. in Berlin, der Titel seiner Dissertation lautete „Ueber Lungenblutungen kardialen Ursprungs, besonders der Mitralstenose“. Balke nahm danach als Wissenschaftler und Begleitarzt an der Deutschen Nanga-Parbat-Expedition 1938 teil.
Während des Zweiten Weltkrieges war Balke als Physiologe Sanitätsoffizier der Wehrmacht eingesetzt. Nach dem Überfall auf die Sowjetunion infizierte sich Balke nach einer Schussverletzung mit Hepatitis. Danach war er ab 1942 als Stabsarzt an der Gebirgs-Sanitätsschule des Heeres in St. Johann in Tirol tätig. Balke nahm an der Tagung über Ärztliche Fragen bei Seenot und Winternot am 26. und 27. Oktober 1942 in Nürnberg teil, wo auch über die „Unterkühlungsversuche“ im KZ Dachau referiert wurde. Balke führte Versuche zur „Hämopoietine“ durch. Er habilitierte sich noch 1945 an der Universität Leipzig, seine Habilitationsschrift wurde jedoch nicht veröffentlicht.
Nach Kriegsende war Balke weiterhin in Tirol tätig. Balke emigrierte im Jahr 1950 im Rahmen der Operation Paperclip in die USA zur Randolph Air Force Base und war dort bis 1960 an der School of Aviation Medicine tätig. Von 1960 bis 1964 war er in Oklahoma City leitend bei der Human Biodynamics Section  des Civil Aeromedical Research Institute der Federal Aviation Agency beschäftigt. Von 1964 bis zu seiner Emeritierung 1973 war Balke Physiologieprofessor an der University of Wisconsin. Von 1965 bis 1966 war Balke Präsident des American College of Sports Medicine und von 1969 bis 1973 erster Redakteur beim Journal of Medicine and Science in Sports. Balke forschte insbesondere zur Physiologie des Menschen in extremen Höhen sowie Herzerkrankungen und war an der Entwicklung von Fitnessprogrammen beteiligt. Nach seiner Verabschiedung in den Ruhestand zog Balke nach Aspen. Balke war mit Annemarie, geborene Anaker, verheiratet. Das Paar hatte drei Söhne und eine Tochter.